# Indiana
Indiana, însemnând "Pământul Indienilor," (în sensul atribuit azi cuvântului „amerindian”, locuitor nativ al Americii de Nord) este unul din cele 50 de state ale Statelor Unite ale Americii situat în regiunea Marilor Lacuri. Indiana este cel de-al 15-lea stat ca mărime a populației, cu aproximativ 6,1 milioane, și al 38-lea stat ca mărime a suprafeței. Majoritatea populației statului locuiește în zone dens populate, așa cum ar fi zonele metropolitane Indianapolis, Fort Wayne, Evansville și Northwest Indiana. Indiana s-a alăturat Uniunii ca cel de-al 19-lea stat al său la 11 decembrie 1816.

## Demografie

### 2010
Populația totală a statului în 2010: 6,483,802
Structura rasială în conformitate cu recensământul din 2010:
- 84.3% Albi (5,467,906)
- 9.1% Negri (591,397)
- 0.3% Americani Nativi (18,462)
- 1.6% Asiatici (102,474)
- 0.0% Hawaieni Nativi sau locuitori ai Insulelor Pacificului (2,348)
- 2.0% Două sau mai multe rase (127,901)
- 2.7% Altă rasă (173,314)
- 6.0% Hispanici sau Latino (de orice rasă) (389,707)